# Goberna (Sant Mateu de Bages)
El Goberna és una muntanya de 917 metres que es troba al municipi de Sant Mateu de Bages, a la comarca catalana del Bages.
Al cim podem trobar-hi un vèrtex geodèsic (referència 276106001).